# Cher Jupiter (nouvelle)
Cher Jupiter (titre original : Buy Jupiter!) est une nouvelle de science-fiction d'Isaac Asimov, parue en mai 1958 dans le magazine Venture Science Fiction et publiée en France dans le recueil Cher Jupiter.
Le titre original en était It Pays (« Ça paie »), mais Asimov fut forcé de reconnaître que le changement en Buy Jupiter (littéralement : « Achetez Jupiter ») était positif avec son jeu de mots sur l'expression « By Jupiter! » (« Par Jupiter ! »).

## Résumé
La Terre est confrontée à une proposition inouïe : une espèce extraterrestre demande à louer la planète Jupiter contre l'approvisionnement annuel de la Terre en énergie !
L'idée est de transformer Jupiter en panneau publicitaire géant pour les produits de l'empire de Mizzarett, en concurrence avec celui de Lamberj. Une route spatiale passe en effet près du Soleil, et les planètes telluriques ou gazeuses sont des curiosités pour ce peuple d'énergie qui vit dans le halo coronal d'étoiles de spectre O. Un hologramme géant projeté sur Jupiter vantera les mérites d'un pseudo-médicament mizzarettien.
Le marché est conclu, les émissaires de Mizzarett repartent satisfaits… sans se douter que, loin derrière eux, le négociateur terrien (le ministre des Sciences) révèle le plus beau : grâce à la surenchère publicitaire qui va suivre, il va être possible de louer Saturne à Lamberj, et pour beaucoup plus cher grâce à ses anneaux !